# Ляшенко Анастасія Олексіївна
Анастасія Олексіївна Ляшенко (нар. 7 листопада 1986, с. Тернівщина Лубенського району, Полтавської області) — українська громадсько-політична діячка. З 29 серпня 2019 року Народний депутат України 9-го скликання.
З 29 серпня 2019 року входить до складу Комітету Верховної Ради з питань фінансів, податкової та митної політики.

## Життєпис
Закінчила Полтавський педагогічний університет ім. В. Г. Короленка за спеціальністю «Українська мова та література». Є засновницею та головною редакторкою суспільно-політичного часопису громадських об'єднань Полтавщини. Ляшенко також очолює громадську організацію "Об'єднання «Наша спільна справа».
В 2008-2009 роках — кореспондентка в КУРМР «Радіо-Лубни», з 2011 до 2014 року — працювала у місцевій газеті «Лубенщина» (завідуюча відділом молодіжного та культурно-мистецького життя), також працювала телебаченні. Станом на 2019 рік, очолювала Громадську раду при Лубенській міськраді.
Член Національної спілки журналістів України (з 2010).

## Політична діяльність
У липні 2019 року обрана народним депутатом по 148-му мажоритарному округу (Лубни, Великобагачанський, Оржицький, Семенівський, Хорольський райони, частина Лубенського району) від партії «Слуга народу» з результатом 25,84 %. На час виборів: фізична особа-підприємець, безпартійна. Проживає в с. Тернівщина Лубенського району Полтавської області.
12 грудня 2019 року увійшла до складу Міжфракційного об'єднання «Гуманна країна», створеного за ініціативи UAnimals для популяризації гуманістичних цінностей та захисту тварин від жорстокості.
Член Комітету Верховної Ради з питань фінансів, податкової та митної політики.
Входить до групи Коломойського.

## Критика
У жовтні 2019 року була підозрюваною в отриманні 30 тисяч доларів за не підтримку в комітеті законопроєкту про ліквідацію корупційних схем під час оцінки об’єктів нерухомості.
22 липня 2025 року проголосувала за проєкт закону 12414, що обмежує Національне антикорупційне бюро України та Спеціалізовану антикорупційну прокуратуру. Закон викликав хвилю антикорупційних протестів.